# Coppa del mondo di triathlon del 2007
La Coppa del mondo di triathlon del 2007 (XVII edizione) è consistita in una serie di quindici gare.
Tra gli uomini ha vinto lo spagnolo Javier Gómez. Tra le donne si è aggiudicata la coppa del mondo la portoghese Vanessa Fernandes.

## Risultati

### Classifica generale

#### Élite Uomini
| Pos. | Nome                   | Paese         | Punti |
| ---- | ---------------------- | ------------- | ----- |
|      | Javier Gómez           | Spagna        | 415   |
|      | Simon Whitfield        | Canada        | 338   |
|      | Brad Kahlefeldt        | Australia     | 298   |
| 4    | Bevan Docherty         | Nuova Zelanda | 286   |
| 5    | Kris Gemmell           | Nuova Zelanda | 261   |
| 6    | Volodimir Polikarpenko | Ucraina       | 214   |
| 7    | Alexander Brukhankov   | Russia        | 213   |
| 8    | Courtney Atkinson      | Australia     | 164   |
| 9    | Iván Raña              | Spagna        | 136   |
| 10   | Daniel Unger           | Germania      | 135   |

#### Élite donne
| Pos. | Nome                    | Paese         | Punti |
| ---- | ----------------------- | ------------- | ----- |
|      | Vanessa Fernandes       | Portogallo    | 439   |
|      | Emma Moffat             | Australia     | 259   |
|      | Samantha Warriner       | Nuova Zelanda | 254   |
| 4    | Emma Snowsill           | Australia     | 226   |
| 5    | Debbie Tanner           | Nuova Zelanda | 225   |
| 6    | Nicola Spirig           | Svizzera      | 222   |
| 7    | Laura Bennett           | Stati Uniti   | 216   |
| 8    | Sarah Haskins           | Stati Uniti   | 196   |
| 9    | Annabel Luxford         | Australia     | 196   |
| 10   | Magali Di Marco-Messmer | Svizzera      | 170   |

### La serie
Mooloolaba - Australia 
25 marzo 2007
| Pos. | Uomini          | Uomini        | Uomini   | Donne             | Donne      | Donne    |
| Pos. | Atleta          | Paese         | Tempo    | Atleta            | Paese      | Tempo    |
| ---- | --------------- | ------------- | -------- | ----------------- | ---------- | -------- |
|      | Brad Kahlefeldt | Australia     | 01:49:22 | Emma Snowsill     | Australia  | 01:59:20 |
|      | Javier Gómez    | Spagna        | 01:49:26 | Erin Densham      | Australia  | 01:59:51 |
|      | Kris Gemmell    | Nuova Zelanda | 01:49:36 | Vanessa Fernandes | Portogallo | 02:00:01 |

Ishigaki - Giappone 
15 aprile 2007
| Pos. | Uomini            | Uomini        | Uomini   | Donne             | Donne         | Donne    |
| Pos. | Atleta            | Paese         | Tempo    | Atleta            | Paese         | Tempo    |
| ---- | ----------------- | ------------- | -------- | ----------------- | ------------- | -------- |
|      | Courtney Atkinson | Australia     | 01:53:27 | Vanessa Fernandes | Portogallo    | 02:04:16 |
|      | Bevan Docherty    | Nuova Zelanda | 01:54:13 | Emma Snowsill     | Australia     | 02:04:34 |
|      | Kris Gemmell      | Nuova Zelanda | 01:54:26 | Debbie Tanner     | Nuova Zelanda | 02:04:51 |

Lisbona - Portogallo 
6 maggio 2007
| Pos. | Uomini          | Uomini    | Uomini   | Donne             | Donne       | Donne    |
| Pos. | Atleta          | Paese     | Tempo    | Atleta            | Paese       | Tempo    |
| ---- | --------------- | --------- | -------- | ----------------- | ----------- | -------- |
|      | Javier Gómez    | Spagna    | 01:52:41 | Vanessa Fernandes | Portogallo  | 02:04:45 |
|      | Filip Ospalý    | Rep. Ceca | 01:52:53 | Michelle Dillon   | Regno Unito | 02:06:05 |
|      | Brad Kahlefeldt | Australia | 01:52:58 | Christiane Pilz   | Germania    | 02:06:30 |

Richards Bay - Sudafrica 
13 maggio 2007
| Pos. | Uomini                 | Uomini    | Uomini   | Donne                   | Donne    | Donne    |
| Pos. | Atleta                 | Paese     | Tempo    | Atleta                  | Paese    | Tempo    |
| ---- | ---------------------- | --------- | -------- | ----------------------- | -------- | -------- |
|      | Hendrik De Villiers    | Sudafrica | 01:52:53 | Kirsten Sweetland       | Canada   | 02:03:32 |
|      | Volodymyr Polikarpenko | Ucraina   | 01:52:56 | Magali Di Marco Messmer | Svizzera | 02:03:47 |
|      | Alexander Bryukhankov  | Russia    | 01:53:01 | Christiane Pilz         | Germania | 02:03:49 |

Madrid - Spagna 
3 giugno 2007
| Pos. | Uomini       | Uomini    | Uomini   | Donne             | Donne         | Donne    |
| Pos. | Atleta       | Paese     | Tempo    | Atleta            | Paese         | Tempo    |
| ---- | ------------ | --------- | -------- | ----------------- | ------------- | -------- |
|      | Filip Ospalý | Rep. Ceca | 01:55:47 | Vanessa Fernandes | Portogallo    | 02:07:33 |
|      | Javier Gómez | Spagna    | 01:55:52 | Andrea Hewitt     | Nuova Zelanda | 02:08:25 |
|      | Iván Raña    | Spagna    | 01:56:08 | Michelle Dillon   | Regno Unito   | 02:08:30 |

Vancouver - Canada 
10 giugno 2007
| Pos. | Uomini          | Uomini      | Uomini   | Donne             | Donne         | Donne    |
| Pos. | Atleta          | Paese       | Tempo    | Atleta            | Paese         | Tempo    |
| ---- | --------------- | ----------- | -------- | ----------------- | ------------- | -------- |
|      | Simon Whitfield | Canada      | 01:49:16 | Samantha Warriner | Nuova Zelanda | 02:03:25 |
|      | Andy Potts      | Stati Uniti | 01:49:18 | Sarah Haskins     | Stati Uniti   | 02:04:00 |
|      | Matthew Reed    | Stati Uniti | 01:50:10 | Erin Densham      | Australia     | 02:04:10 |

Des Moines - Stati Uniti d'America 
17 giugno 2007
| Pos. | Uomini         | Uomini        | Uomini   | Donne           | Donne       | Donne    |
| Pos. | Atleta         | Paese         | Tempo    | Atleta          | Paese       | Tempo    |
| ---- | -------------- | ------------- | -------- | --------------- | ----------- | -------- |
|      | Rasmus Henning | Danimarca     | 01:50:04 | Laura Bennett   | Stati Uniti | 02:04:32 |
|      | Bevan Docherty | Nuova Zelanda | 01:50:34 | Annabel Luxford | Australia   | 02:04:47 |
|      | Javier Gómez   | Spagna        | 01:50:46 | Mariana Ohata   | Brasile     | 02:05:30 |

Edmonton - Canada 
24 giugno 2007
| Pos. | Uomini                | Uomini        | Uomini   | Donne             | Donne     | Donne    |
| Pos. | Atleta                | Paese         | Tempo    | Atleta            | Paese     | Tempo    |
| ---- | --------------------- | ------------- | -------- | ----------------- | --------- | -------- |
|      | Bevan Docherty        | Nuova Zelanda | 01:45:54 | Emma Moffatt      | Australia | 01:57:52 |
|      | Alexander Bryukhankov | Russia        | 01:46:14 | Kirsten Sweetland | Canada    | 01:57:53 |
|      | Sven Riederer         | Svizzera      | 01:46:42 | Annabel Luxford   | Australia | 01:58:10 |

Kitzbühel - Austria 
22 luglio 2007
| Pos. | Uomini            | Uomini    | Uomini   | Donne         | Donne         | Donne    |
| Pos. | Atleta            | Paese     | Tempo    | Atleta        | Paese         | Tempo    |
| ---- | ----------------- | --------- | -------- | ------------- | ------------- | -------- |
|      | Simon Whitfield   | Canada    | 01:42:56 | Andrea Hewitt | Nuova Zelanda | 01:54:31 |
|      | Frédéric Belaubre | Francia   | 01:42:57 | Eva Dollinger | Austria       | 01:54:34 |
|      | Brad Kahlefeldt   | Australia | 01:43:01 | Nicky Samuels | Nuova Zelanda | 01:54:45 |

Salford - Regno Unito 
29 luglio 2007
| Pos. | Uomini          | Uomini    | Uomini   | Donne             | Donne         | Donne    |
| Pos. | Atleta          | Paese     | Tempo    | Atleta            | Paese         | Tempo    |
| ---- | --------------- | --------- | -------- | ----------------- | ------------- | -------- |
|      | Javier Gómez    | Spagna    | 01:51:47 | Vanessa Fernandes | Portogallo    | 02:02:59 |
|      | Brad Kahlefeldt | Australia | 01:51:59 | Samantha Warriner | Nuova Zelanda | 02:03:17 |
|      | Simon Whitfield | Canada    | 01:52:04 | Kate Allen        | Austria       | 02:03:23 |

Tiszaújváros - Ungheria 
11 agosto 2007
| Pos. | Uomini            | Uomini        | Uomini   | Donne             | Donne         | Donne    |
| Pos. | Atleta            | Paese         | Tempo    | Atleta            | Paese         | Tempo    |
| ---- | ----------------- | ------------- | -------- | ----------------- | ------------- | -------- |
|      | Javier Gómez      | Spagna        | 01:47:44 | Samantha Warriner | Nuova Zelanda | 02:00:11 |
|      | Kris Gemmell      | Nuova Zelanda | 01:47:52 | Emma Moffatt      | Australia     | 02:00:31 |
|      | Frédéric Belaubre | Francia       | 01:48:03 | Debbie Tanner     | Nuova Zelanda | 02:00:35 |

Pechino - Cina 
16 settembre 2007
| Pos. | Uomini            | Uomini        | Uomini   | Donne             | Donne       | Donne    |
| Pos. | Atleta            | Paese         | Tempo    | Atleta            | Paese       | Tempo    |
| ---- | ----------------- | ------------- | -------- | ----------------- | ----------- | -------- |
|      | Javier Gómez      | Spagna        | 01:48:41 | Vanessa Fernandes | Portogallo  | 02:00:36 |
|      | Courtney Atkinson | Australia     | 01:49:04 | Emma Snowsill     | Australia   | 02:01:51 |
|      | Bevan Docherty    | Nuova Zelanda | 01:49:08 | Laura Bennett     | Stati Uniti | 02:02:06 |

Rodi - Grecia 
7 ottobre 2007
| Pos. | Uomini            | Uomini        | Uomini   | Donne             | Donne       | Donne    |
| Pos. | Atleta            | Paese         | Tempo    | Atleta            | Paese       | Tempo    |
| ---- | ----------------- | ------------- | -------- | ----------------- | ----------- | -------- |
|      | Kris Gemmell      | Nuova Zelanda | 01:51:53 | Vanessa Fernandes | Portogallo  | 02:02:06 |
|      | Alistair Brownlee | Regno Unito   | 01:51:57 | Andrea Whitcombe  | Regno Unito | 02:03:05 |
|      | Courtney Atkinson | Australia     | 01:52:20 | Vendula Frintova  | Rep. Ceca   | 02:03:21 |

Cancún - Messico 
4 novembre 2007
| Pos. | Uomini                 | Uomini  | Uomini   | Donne         | Donne       | Donne    |
| Pos. | Atleta                 | Paese   | Tempo    | Atleta        | Paese       | Tempo    |
| ---- | ---------------------- | ------- | -------- | ------------- | ----------- | -------- |
|      | Simon Whitfield        | Canada  | 01:52:05 | Julie Ertel   | Stati Uniti | 02:03:22 |
|      | Paul Tichelaar         | Canada  | 01:52:06 | Carole Péon   | Francia     | 02:03:34 |
|      | Volodymyr Polikarpenko | Ucraina | 01:52:08 | Sarah Haskins | Stati Uniti | 02:03:37 |

Eilat - Israele 
1 dicembre 2007
| Pos. | Uomini                 | Uomini   | Uomini   | Donne           | Donne     | Donne    |
| Pos. | Atleta                 | Paese    | Tempo    | Atleta          | Paese     | Tempo    |
| ---- | ---------------------- | -------- | -------- | --------------- | --------- | -------- |
|      | Hirokatsu Tayama       | Giappone | 01:49:46 | Nicola Spirig   | Svizzera  | 02:02:42 |
|      | Volodymyr Polikarpenko | Ucraina  | 01:50:32 | Juri Ide        | Giappone  | 02:03:10 |
|      | Alexander Bryukhankov  | Russia   | 01:50:36 | Annabel Luxford | Australia | 02:03:21 |